# Fronteira Guiné–Serra Leoa
A fronteira entre a Guiné e a Serra Leoa é uma linha de 652 km de extensão, que separa toda a metade norte da Serra Leoa do território da Guiné. A lista fronteiriça é um arco iniciado no litoral do Oceano Atlântico na latitude aproximada 9º N, longitude 13º W, que vai para o nordeste ao longo do rio Great Scarcers até o extremo norte (latitude aproximada 10º N) da fronteira. A partir daí, toma um traçado rumo leste de cerca de 200 km, no qual há três trechos retilíneos na direção dos paralelos. Nas proximidades da longitude 11º W, a fronteira vai para o sudeste até tríplice fronteira das duas nações com a Libéria.
Separa as províncias Northern e Eastern de Serra Leoa das regiões Quindia, Mamou, Faranah, Nzérékoré da Guiné. 
Essa fronteira se definiu com a recente história das duas nações: 
- Guiné - colônia francesa desde as últimas décadas do século XIX, obtém a independência em 1958.
- Serra Leoa - colônia britânica desde o início do século XIX, obtém a independência em 1961.